# Heosemys depressa
Heosemys depressa là một loài rùa trong họ Emydidae. Loài này được Anderson mô tả khoa học đầu tiên năm 1875.

## Hình ảnh

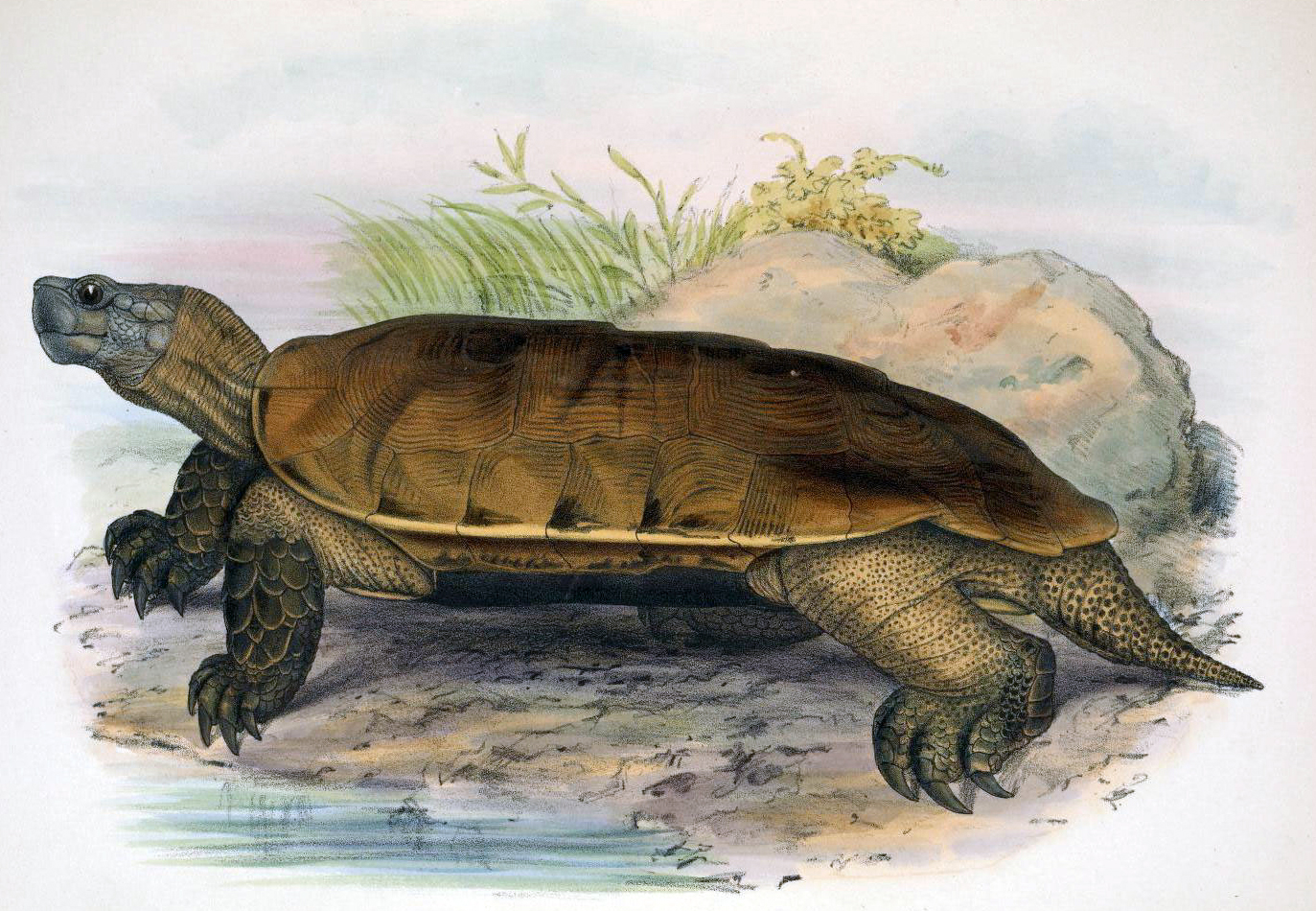